# Ayene
Ayene è una città della Guinea Equatoriale. Si trova nella Provincia Wele-Nzas e ha 3.482 abitanti.